# Les dones d'Alger
Les dones d'Alger o Les dones d'Alger al seu pis (en francès, Femmes d'Alger dans leur appartement) és una pintura romàntica de grans dimensions (1,80 m × 2,29 m) d'Eugène Delacroix, feta el 1834. Actualment està exposada al Louvre.
El quadre és al mateix temps orientalista i romàntic. La presència de la serventa negra sembla que ens fa entrar al quadre amb ella. Delacroix hauria estat el primer a veure l'interior d'un harem i va treballar el quadre a partir de diversos croquis: primer els apartaments de les dones a Oran, després un esbós de la dona de l'esquerra i finalment una altra de les dues dones de la dreta, una de les quals s'assembla molt per a alguns (podria sortir del mateix esbós) a la dona de La llibertat guiant el poble. Una de les coses interessants del quadre és la manera en què la llum està representada: és lògica, ja que entra per una finestra i, per tant, realista. Delacroix en aquest quadre ja no ha representat la llum com hauria de ser sinó tal com és.
Aquest quadre va inspirar Picasso per al seu particular quadre homònim, Les dones d'Alger.

## Galeria

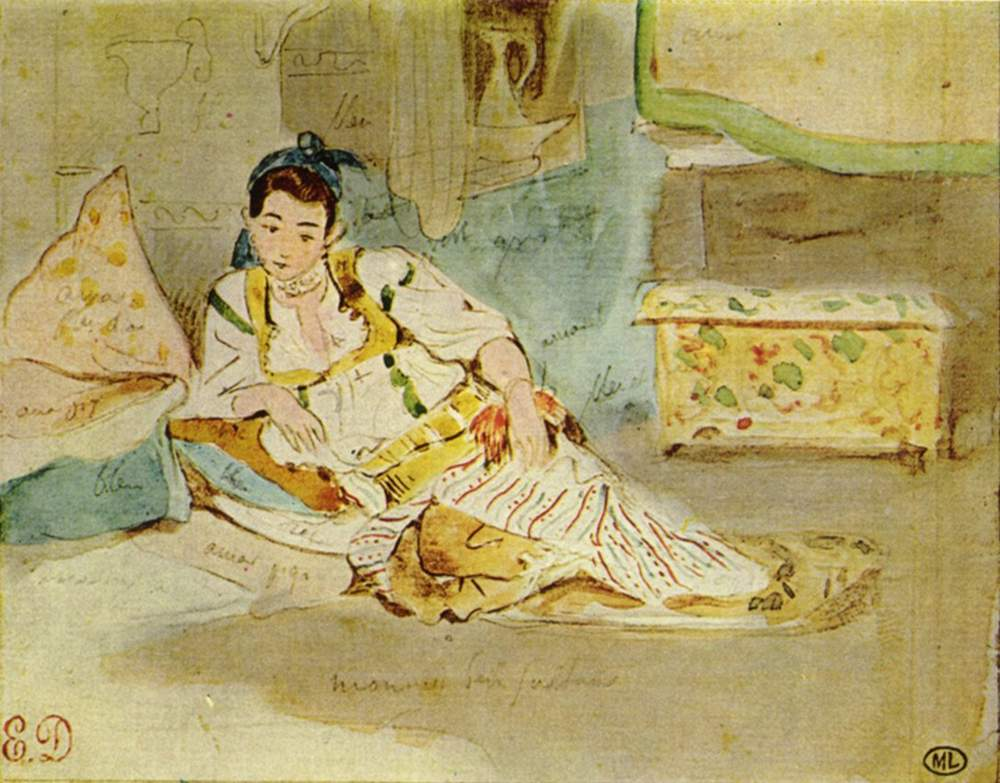
Croquis de la dona de l'esquerra
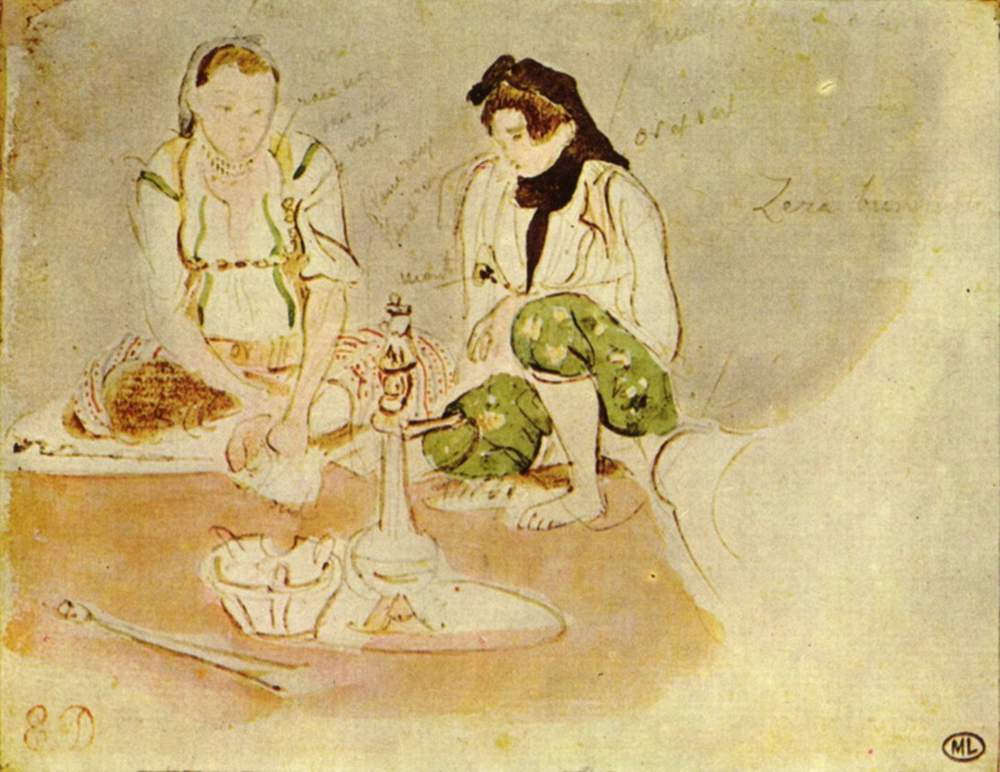
Croquis de les dues dones de la dreta